# Бугя-де-Жос (комуна)
Бугя-де-Жос (рум. Bughea de Jos) — комуна у повіті Арджеш в Румунії. До складу комуни входить єдине село Бугя-де-Жос.
Комуна розташована на відстані 127 км на північний захід від Бухареста, 47 км на північ від Пітешть, 141 км на північний схід від Крайови, 63 км на південний захід від Брашова.

## Населення
За даними перепису населення 2002 року у комуні проживали 2989 осіб.
Національний склад населення комуни:
| Національність   | Кількість осіб | Відсоток |
| ---------------- | -------------- | -------- |
| румуни           | 2974           | 99,5%    |
| цигани           | 11             | 0,4%     |
| угорці           | 2              | 0,1%     |
| росіяни-липовани | 2              | 0,1%     |

Рідною мовою назвали:
| Мова      | Кількість осіб | Відсоток |
| --------- | -------------- | -------- |
| румунська | 2985           | 99,9%    |
| циганська | 2              | 0,1%     |
| російська | 2              | 0,1%     |

Склад населення комуни за віросповіданням:
| Релігія            | Кількість осіб | Відсоток |
| ------------------ | -------------- | -------- |
| православні        | 2892           | 96,8%    |
| бретрени           | 34             | 1,1%     |
| п'ятдесятники      | 25             | 0,8%     |
| лютерани           | 20             | 0,7%     |
| старообрядці       | 6              | 0,2%     |
| римо-католики      | 4              | 0,1%     |
| реформати          | 2              | 0,1%     |
| мусульмани         | 2              | 0,1%     |
| греко-католики     | 1              | < 0,1%   |
| не вказали релігію | 1              | < 0,1%   |